# Militärverdienstmedaille (Württemberg)
Die Militärverdienstmedaille, auch Württembergische Tapferkeitsmedaille genannt, wurde 1794 durch Herzog Ludwig Eugen von Württemberg gestiftet und war zur Auszeichnung ausschließlich von Offizieren für herausragende Tapferkeit vor dem Feinde vorgesehen. 1800 wurde die ursprünglich nur in einer Stufe (Silber) verausgabte Medaille in einen silberne und goldene Stufe geteilt und bis zum Ende der Monarchie in Württemberg im Jahre 1918 verliehen. 1806 wurde die Auszeichnung auch Mannschaften und Unteroffiziere zugänglich gemacht und eine Verleihung an Offiziere war ab diesem Zeitpunkt nur noch bis zum Dienstgrad Oberleutnant möglich.

## Aussehen

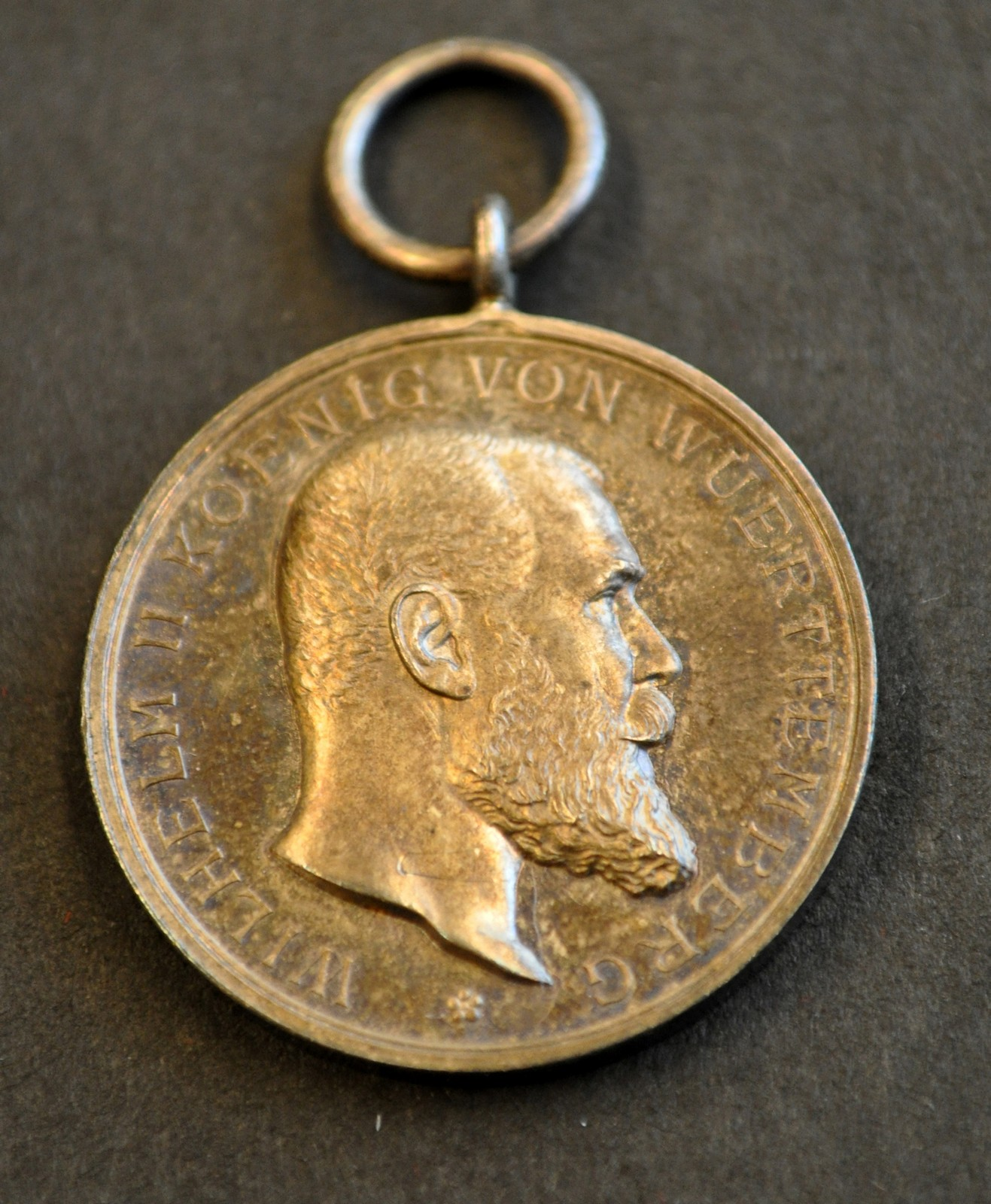
Militärverdienstmedaille aus der Zeit des Ersten Weltkriegs

Die runde, zunächst aus Silber, ab 1800 auch aus Gold gefertigte Medaille zeigte bis 1806 die von einem unten zusammengebundenen Lorbeerkranz umschlossenen Initialen L E (Ludwig Eugen). Rückseitig die von einem Eichenkranz umschlossene vierzeilige Inschrift Der Tapferkeit und Treue.
Von 1806 bis 1818 waren die von einer Königskrone überhöhten Initialen F R (Fredericus Rex) zu sehen. Da bis 1848 keine Verleihungen vorgenommen wurden, änderte sich erst zu diesem Zeitpunkt das Aussehen ein weiteres Mal. Nun war bis 1864 das nach rechts gewendete Brustbild von König Wilhelm I. mit der Umschrift WILHELM I KOENIG VON WUERTTEMBERG zu sehen. Auf der Rückseite wurde ein Lorbeerkranz verwendet, in dessen Mitte die dreizeilige Inschrift FÜR TAPFERKEIT UND TREUE steht.
Von 1866 bis 1892 sah man das Brustbild von Karl I. und von 1892 bis 1918 das Bildnis von Wilhelm II. mit der entsprechenden Umschrift.
Infolge des kriegsbedingten Mangels an Edelmetallen wurde der Feingehalt der Goldenen Militärverdienstmedaille im Laufe des Krieges von ursprünglich 986/000 über 585/000 auf 333/000 herabgesetzt. Die Dicke der Medaille wurde ebenfalls reduziert.

## Trageweise
Getragen wurde die Auszeichnung am Band des Württembergischen Militärverdienstordens auf der linken Brustseite.

## Verleihungszahlen
Die Goldene Militärverdienstmedaille wurde nicht nur aufgrund ihres hohen Materialwertes sehr sparsam verliehen. Die ersten Verleihungen erfolgten im Dezember 1914. Im I. Weltkrieg wurde die Goldene Militärverdienstmedaille an insgesamt 4234 Personen verliehen, davon:
- 1832 an Offiziere und
- 2402 an Unteroffiziere und Mannschaften.
- Die Silberne Militärverdienstmedaille wurde etwa 207.000 Mal verliehen.
- Die Württembergische Armee umfasste im I. Weltkrieg etwa 600.000 Soldaten.

## Besonderheit
Mit der Verleihung der Goldenen Militärverdienstmedaille war ein lebenslanger Ehrensold verbunden, sofern es sich bei den Inhabern um ehemalige Unteroffiziere oder Mannschaften handelte. Dieser wurde vom Deutschen Reich bezahlt. Die Bundesrepublik Deutschland zahlte den Inhabern ab 1. Oktober 1956 monatlich 25 DM.